# レニー・ヨロ
レニー・ヨロ（Leny Yoro、2005年11月13日 - ）は、フランス・サン＝モーリス出身のサッカー選手。プレミアリーグ・マンチェスター・ユナイテッドFC所属。ポジションはDF。

## クラブ経歴
2017年からLOSCリールの下部組織で育成され、2022年1月10日にクラブと3年間のプロ契約を結んだ。同年5月14日、リーグ・アンのOGCニース戦にて、78分に負傷したアンヘル・ゴメスとの途中交代でピッチに入り、トップチームデビューを飾った。16歳6ヶ月と1日でのトップチームデビューは、1978年に樹立されたジョエル・アンリに次ぐクラブ史上2番目に若い記録となった。
2024年7月18日、マンチェスター・ユナイテッドFCに移籍し、2029年6月30日までの5年契約を結んだ。契約には1年の延長オプションが付随している。

## 代表経歴
2021年からフランスの各世代別代表に招集されている。